# Пещера Барадла
Пещера Барадла (словац. Aggtelek-Baradla) — пещерная система на границе Словакии (Словацкий Карст) и Венгрии (Аггтелекский карст), которая является одной из самых длинных полностью исследованных пещер. Пещера открыта для посещения в течение многих лет. Имеет два входа со стороны Венгрии и со стороны Словакии.

## Описание
Длина карстовой пещерной системы составляет 25,5 км и включает в себя ещё 5,3 км пещеры Домица. Вход в пещеру находится возле села Аггтелек у подножия скалы. Пещера имеет сочленённые и извилистые основные туннели длиной 7 км, а также залы шириной 10 метров и высотой 7-8 метров. Много коротких и длинных соединительных боковых ответвлений.
Значительная часть пещеры имеет различные цвета и формы. Имеются сталактиты. Подземные речные воды во время паводков проходят через главный тоннель. Естественные входы в пещеру были открыты с древних времён, и есть так же следы эпохи неолита.
Первое письменное упоминание о пещере датируется 1549 годом. Первое обследование пещеры провёл Джозеф Сарторий в 1794 году. В 1802 году проводились обследования и была опубликована первая карта. К 1825 году было разведано только о 1,8 километра пещеры. В 1825 году инженер, Имре Васс исследовал пещеру ещё 5 км вдоль главного тоннеля, составив точную карту и описание. Его работа на венгерском и немецком языках вышла в 1831 году.
Первые туристические прогулки были организованы в 1806 году. В 1890 году были открыты входы в Красное озеро, а в период с 1927 по 1928 год были проведены дальнейшие исследования новых частей пещеры.
В 1995 году пещера Барадла, а также другие пещеры Аггтелекского карста и словацкого карста были объявлены объектом Всемирного наследия ЮНЕСКО. Вся пещерная система и водосборные площади — с близлежащими Домикавальскими водно-болотными угодьями международного значения находятся под охраной с 2001 года.
Национальный парк Аггтелек на территории которого расположена пещера — это популярная, среди посетителей, достопримечательность. Посетители могут выбрать один из нескольких пешеходных маршрутов.
- Вход в пещеру находится возле села Аггтелек
- Белые сталагмиты
- Одна из залов пещеры
- Карта пещеры Имре Васса